# Stare Szałasiska

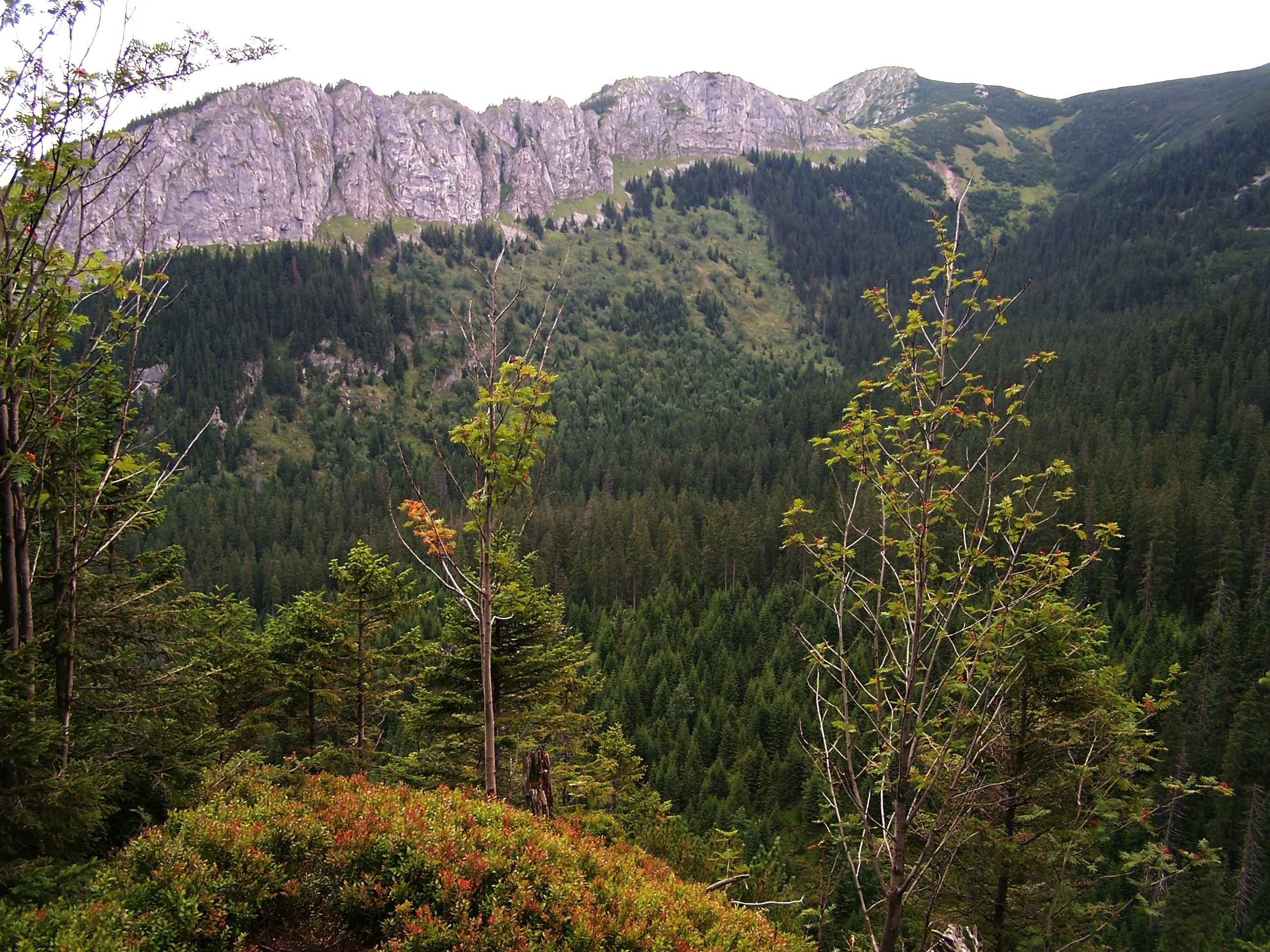
Dolina Stare Szałasiska

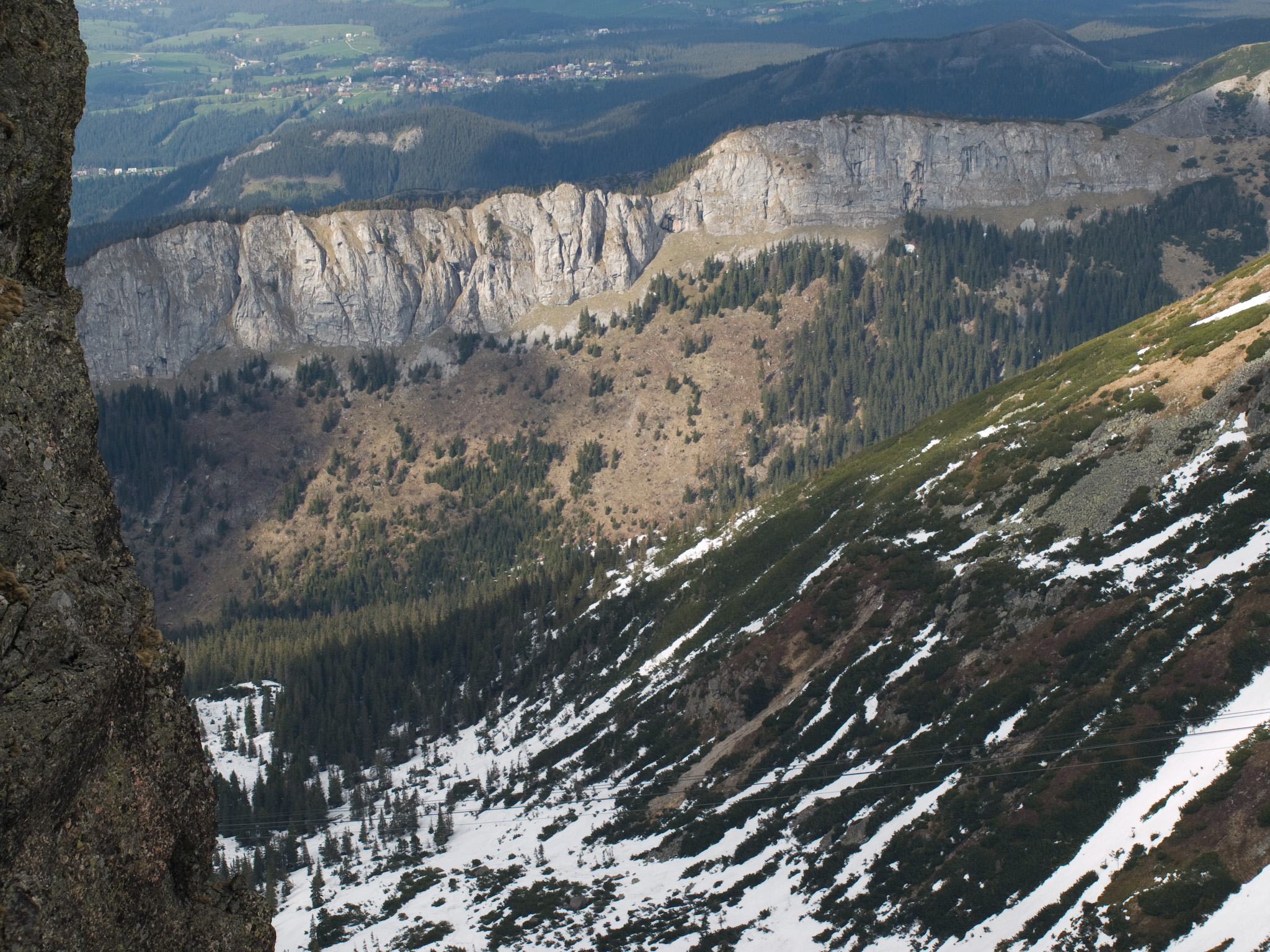
Rozgałęzienie doliny Stare Szałasiska i Doliny Suchej Kasprowej

Stare Szałasiska – górna, wschodnia odnoga Doliny Kasprowej w polskich Tatrach Zachodnich.
Wschodnie ograniczenie tworzy północno-zachodnia grań Kopy Magury (Jaworzyńska Czuba, Zawrat Kasprowy i Zawracik), południowe północno-wschodnia grań Kasprowego Wierchu (odcinek od Kopy Magury po kulminację Uhrocia Kasprowego), zachodnie odchodząca od tej kulminacji grzęda Bałda i wał morenowy będący jej dolnym przedłużeniem. Dołem łączy się z drugą odnogą Doliny Kasprowej – Doliną Suchą Kasprową. Ukształtowanie terenu w Dolinie Kasprowej (a szczególnie brak stałych potoków) jest takie, że trudno dokładnie wskazać miejsce, w którym rozdzielają się te dolinki. W przybliżeniu jest to powyżej zarastającej Polany Kasprowej. Dolina Stare Szałasiska ma jedną orograficznie lewą odnogę. Jest to Zielone Korycisko.
Dolina w dolnej części tworzy głęboko wcięty, kamienisty wąwóz, w środku jest to mało strome rozszerzenie zwane Wyżnią Kasprową Równią (obecnie porośnięte lasem). Pod granią główną dolina znów staje się stroma, płytsza i lejowato rozszerza się. Władysław Cywiński w swoim przewodniku Tatry pisze o dolinie: dolna wąska „kicha” i szeroki wachlarz w górze. Dolne części doliny są zalesione, wyżej trawiasto-kosodrzewinowe, zaś zbocza od strony wschodniej górą przechodzą w pionowe, wapienne ściany Kasprowego Zawratu i Zawraciku.
Dawniej dolina była wypasana, wchodziła w skład Hali Kasprowej. Po zniesieniu wypasu stopniowo zarasta lasem i kosodrzewiną i obecnie jest tutaj prawdziwa dzicz. Ludzie bywają tutaj bardzo rzadko. Jest to obszar ochrony ścisłej i nie ma tutaj szlaków turystycznych. Również taterników obowiązuje zakaz wspinania się w tym rejonie. Natomiast speleolodzy mają jaskinie oraz groty. Największe z nich to: Jaskinia Kasprowa Wyżnia, Średnia i Niżnia. Najbardziej popularna jest ta ostatnia.
W dolinie ma swoje źródła Kasprowy Potok, zasilany m.in. przez Kasprowe Wywierzysko. Jednakże na znacznej części długości dolina jest sucha, gdyż potok ten płynie podziemnymi przepływami.